# Питис
Питис (грч. Πίτυς) је у грчкој митологији била нимфа.

## Митологија
Била је једна од ореада или дријада. Њени родитељи се не помињу, али је могуће да је била кћерка аркадијског речног бога Ладона. Ову нимфу је волео Пан, али та љубав није била обострана. Пан ју је прогонио и зато се она преобразила у оморику. Због тога су се његови жртвеници налазили под овим дрветом, а он је приказиван овенчан омориком. Према другом предању, у њу се заљубио бог северног ветра, Бореја. Међутим, Питис је своју љубав поклонила Пану, па ју је љубоморни Бореја бацио са високе стене. Геја је била милосрдна, па није дозволила да лепа нимфа погине, већ ју је преобразила у оморику. Због тога, душа ове нимфе цвили када год јој северни ветар затресе гране.